# Arquidiocese de Capiz

A Arquidiocese de Capiz (Archidiœcesis Capicensis) é uma circunscrição eclesiástica da Igreja Católica situada em Roxas, Filipinas. Seu atual Arcebispo é Dom Victor Barnuevo Bendico. Sua Sé é a Catedral Metropolitana da Imaculada Conceição de Roxas.
Possui 35 paróquias servidas por 107 padres, abrangendo uma população de 851 880 habitantes, com 94,3% da dessa população jurisdicionada batizada (803 406 católicos).

## História
A diocese de Capiz foi erigida em 27 de janeiro de 1951 com a bula Ex supremi apostolatus do Papa Pio XII, obtendo o território da diocese de Jaro. Ela era originalmente sufragânea da Arquidiocese de Cebu.
Em 29 de junho de 1951, a diocese de Capiz passou a fazer parte da província eclesiástica da arquidiocese de Jaro.
Em 19 de dezembro de 1974, cedeu parte de seu território em favor da ereção da diocese de Romblon.
Em 17 de janeiro 1976 ele cedeu outra porção de território para a vantagem da ereção da Diocese de Kalibo e ao mesmo tempo como resultado da bula Nimium patens do Papa Paulo VI, a diocese foi elevada à categoria de arquidiocese metropolitana.

## Prelados
| #                 | Nome                        | Período    | Notas                       |
| Arcebispos        | Arcebispos                  | Arcebispos | Arcebispos                  |
| ----------------- | --------------------------- | ---------- | --------------------------- |
| 4º                | Victor Barnuevo Bendico     | 2023-      | Atual                       |
| 3º                | Jose Fuerte Advincula       | 2011-2021  | Nomeado Arcebispo de Manila |
| 2º                | Onesimo Cádiz Gordoncillo † | 1986-2011  |                             |
| 1º                | Antonio Frondosa †          | 1976-1986  |                             |
| Bispos            |                             |            |                             |
| 2º                | Antonio Frondosa †          | 1952-1976  |                             |
| 1º                | Manuel Yap †                | 1951-1952  | Nomeado Bispo de Bacolod    |
| Bispos-auxiliares |                             |            |                             |
|                   | Vicente Macanan Navarra     | 1979-1987  | Nomeado Bispo de Kabankalan |